# Каталонская операция
Каталонская операция (исп. Ofensiva de Cataluña) — наступление войск франкистов в ходе гражданской войны в Испании.

## Предшествующие события
Гражданская война в Испании началась 17 июля 1936 г. Уже 19 июля мятежные войска полностью захватили Арагон. Губернатор генерал Вергилио Кабанельяс, хотя и был больше склонен к республиканскому правительству и изначально не участвовал в заговоре, был вынужден отдать приказ сарагосскому гарнизону о захвате города, то есть фактически совершил переход на сторону восставших. Овладев Арагоном, мятежники вплотную подбирались к Каталонии, промышленному центру Испании. Президент Каталонии Льюис Компанис отказался выдать оружие народу, для обороны, чем воспользовались мятежники.

### Мятеж 20 июля 1936
Рано утром 20 июля в казармах Барселоны прошли восстания солдат под предводительством генерала Годеда, прибывшего сюда с Балеарских островов. Армия Годеда в считанные часы захватила центр Барселоны, но для дальнейшего продвижения не хватало людей. В это время десятки тысяч рабочих, поддерживающих республиканцев, захватили военные склады и, вооружившись, заняли все крупные городские транспортные пути. Мятежники оказались зажаты в центре города. Гражданская гвардия и суда береговой охраны, находившиеся в порту Барселоны, вопреки уговорам восставших, остались верны республике. Днём 20 июля шли бои на улицах города. К вечеру войска Годеда были оттеснены обратно, в казармы, где и начиналось восстание, а позднее ночью анархисты (сторонники республики) взяли казармы штурмом. Во время операции погиб Рамон Мола, брат Эмилио Молы. Генерал Годад был захвачен в плен и предан суду.
Таким образом, восстание в Барселоне и планы на быстрый захват промышленного центра Испании провалились. Основная масса населения Каталонии, среди которых было немало анархистов, поддерживали республику.

### Август 1936 - ноябрь 1938
В августе 1936 года декретом правительства Каталонии была создана комиссия промышленности и обороны, в ведение которой передали крупные металлургические и машиностроительные заводы (включая автомобильный завод «Испано-Сюиза»), химические, электротехнические и резинотехнические производства, а также некоторые текстильные предприятия. С 15 августа 1936 года предприятия, владельцы которых бежали к франкистам, были переданы в управление заводским комитетам. Национализация позволила освоить производство продукции военного назначения.
В результате, во время войны Каталония являлась важным центром промышленности (в том числе, военной промышленности) Испанской республики. При этом, отличительной особенностью Каталонии стало широкое участие женщин в промышленном производстве (после начала боевых действий даже на производстве пороха и взрывчатых веществ 90% работников составляли женщины).
- Весной 1937 года на автозаводе «General Motors« в Барселоне для республиканской армии началось производство бронеавтомобилей AAC-1937 на шасси грузовика «Chevrolet-SD»[7][8][9] (также автозавод осуществлял ремонт бронеавтомобилей и автомашин).
- к концу декабря 1938 года на предприятиях Барселоны было освоено производство свыше 40 видов продукции военного назначения, в том числе ручных гранат, миномётных мин, патронов[10], пороха и взрывчатых веществ[6], артиллерийских снарядов (ввоз сырья в Каталонию практически прекратился в сентябре 1938 года, но за счёт мобилизации всех остатков запасов сырья, металлолома и брака литья производство артиллерийских снарядов в Барселоне продолжалось: в октябре 1938 года здесь было выпущено 190 тыс. корпусов снарядов и 134 тыс. взрывателей к ним, в ноябре ― 210 тыс. корпусов и 109 тыс. взрывателей, в дальнейшем в связи с исчерпанием резервов их выпуск практически прекратился)[3], а также освоен ремонт винтовок[3].

### Перед началом наступления
15 апреля 1938 войска генерала Франко, прорвав линию фронта, заняли Винарос и вышли к Средиземному морю, в результате Каталония оказалась отделена от остальной части Испанской республики, а последняя лишилась выхода к границе с Францией.
После подписания 30 сентября 1938 года Мюнхенского соглашения внешнеполитическое положение Испанской республики осложнилось. Поскольку премьер-министр республики Х. Негрин согласился с предложением расформировать интернациональные бригады и вывести из страны их личный состав, боеспособность республиканской армии снизилась. После окончания битвы на реке Эбро в ноябре 1938 года часть участвовавших в сражении республиканских войск были отведены в Каталонию, но для восстановления боеспособности потребовалось провести их переформирование. Всего армия Эбро получила 15 тысяч новобранцев, 8 тысяч винтовок и несколько сотен пулемётов; Восточная армия получила 5 тысяч человек и дополнительное количество вооружения.
В результате, общая численность вооружённых сил Испанской республики в Каталонии была увеличена до 170 тысяч человек:
- армия Эбро насчитывала 80 тыс. человек[4]
- Восточная армия насчитывала 90 тыс. человек[4]

## Ход операции
20 декабря 1938 разведка республиканцев выявила готовность войск противника к наступлению.
Военное командование Испанской республики планировало удерживать оборонительные рубежи по рекам Сегре Эбро, сосредоточить оперативные резервы и в случае наступления франкистов - использовать их для контрударов по флангам ударных группировок противника.
Планы Франко предусматривали нанесение ударов по позициям республиканцев из районов севернее и южнее Лериды в общем направлении на Барселону.
23 декабря 1938 после массированной бомбардировки в секторе Серос и трёхчасовой артиллерийской подготовки из 150 орудий началось наступление франкистов, которые форсировали реку Сегре.
- первая, наиболее многочисленная ударная группа наносила главный удар из района Серос на участке фронта южнее Лериды, который занимала армия Эбро[12]
- вторая, менее сильная ударная группа наносила вспомогательный удар из района города Тремп на участке фронта севернее Лериды, который занимала Восточная армия Испанской республики[12]

24 декабря 1938, на второй день наступления, над полем сражения состоялся крупный воздушный бой, в котором участвовали оставшиеся у республиканцев И-16 и Р-5.
179-я бригада республиканской армии не выдержала штурма и начала отступление к Майяльсу и Льярдекансу, в результате 24 декабря 1938 итальянские войска взяли Льярдеканс и Торребеас, а Наваррский корпус франкистов занял Альматрет и Майяльс. Генеральный штаб Испанской республики приказал 5-му и 15-му корпусам армии Эбро контратаковать. Прибывшая на участок прорыва противотанковая артиллерия 9-й бригады республиканцев остановила продвижение танков, но вследствие нехватки автотранспорта подкрепления прибывали медленно.
25 - 30 декабря 1938 в районе Аспе - Алькано - Когуль шли тяжёлые бои.
Республиканские войска под командованием Энрике Листера сдерживали наступление мятежников 12 дней. 3 января 1939 под натиском бронетехники республиканской армии пришлось отступить. На следующий день франкисты вошли в Борхас-Бланкас. Командующий армиями, генерал Висенте Рохо, сформировал линии обороны, пытаясь прикрыть Барселону — столицу Каталонии и главный промышленный центр. Но из-за плохого снабжения фронта франкистские войска в достаточно короткий период превзошли республиканские.
12 января 1939 года СССР предоставил Испанской республике дополнительный заём на сумму 50 млн долларов США.
14 января 1939 с юга армия генерала Хуана Ягюэ вплотную подошла к Барселоне.
15 января 1939 франкисты взяли Таррагону. После того, как известие о падении Таррагоны распространилось по Каталонии, к границе с Францией хлынул поток беженцев. Французское правительство решило открыть для них границу, также французы начали поставлять необходимые военные припасы для республиканцев. К этому времени, защитники Каталонии были деморализованы. Мало кто верил в победу Республики.
24 января 1939 войска Франко пересекли реку Льобрегат, в окрестностях Барселоны. На тот момент республиканское правительство сбежало в Жерон.
25 января 1939 года генерал Эрнандес Саравия отдал приказ о эвакуации Барселоны, не предприняв никаких мер для защиты города. В тот же вечер Барселону покинули две тысячи штурмовых гвардейцев, имевших на вооружении винтовки, пулемёты и несколько бронеавтомобилей. Эти события способствовали деморализации в войсках и распространению панических настроений среди населения.
26 января 1939 бронетанковые части франкистов (до 60 танков и бронемашин) вошли в Барселону, которая оказалась не подготовленной к обороне. В бой с ними вступили находившиеся в городе бронетанковые части республиканцев (28 танков и бронемашин), но помощи от других частей они не получили - до 5 тысяч солдат-республиканцев оставили город, не вступая в бой с противником. В результате, к исходу дня франкисты заняли город.
Со взятием Барселоны поток беженцев многократно усилился. В ночь 27 на 28 января границу с Францией пересекли 15,000 человек. Многие из них были республиканские солдаты. Французское правительство просило Франко создать на границе с Францией нейтральные территории, под надзором других государств, где бы размещались беженцы, но Франко отказал.
30 января 1939 через границу с Францией в Каталонию начала поступать военная помощь из СССР (поставки продолжались до 4 февраля 1939 года и были прекращены по решению правительства Испанской республики).
5 февраля 1939 была взята Жерона, а республиканское правительство спешно переехало в Фигерас.
8 февраля 1939, когда был взят Фигерас, правительство Испанской республики пересекло границу с Францией.

## Результаты
10 февраля 1939 франкистские войска заняли всю Каталонию, выйдя к испано-французской границе в Пиренеях и лишив Испанскую республику выхода к сухопутной границе с Францией.

## Последующие события
Автономия, предоставленная Каталонии правительством Испании 9 сентября 1932 года, была ликвидирована.
Отступавшие из Каталонии на территорию Франции подразделения республиканцев надеялись, что Франция разрешит им переправиться под Мадрид и не хотели оставлять вооружение Франко, поэтому приложили усилия, чтобы вывезти через испано-французскую границу на территорию Франции максимально возможное количество вооружения, техники и военного имущества. В результате, на территории Франции оказались 80 самолётов, свыше 100 артиллерийских орудий, 10 - 15 танков Т-26, не менее 50 бронемашин, не менее 400 железнодорожных вагонов с военным имуществом, около 1000 пулемётов, 30 тысяч винтовок, иное стрелковое оружие и др.
Тем не менее, республиканцы не успели вывезти или уничтожить запасы горючего, и трофеями франкистов стали около 17 млн литров бензина.
5 февраля 1939 правительство Франции отказалось принимать раненых военнослужащих республиканской армии, в результате на территорию Франции были переправлены только 3 тысячи из 15 тысяч находившихся в госпиталях раненых военнослужащих республиканской армии.
27 февраля 1939 года Великобритания и Франция признали правительство Франко в качестве правительства Испании, после чего Франция передала франкистам часть вооружения и техники, выведенных республиканцами на территорию Франции, а оставшееся вооружение и технику передала на хранение на склады французской армии. В дальнейшем, после капитуляции Франции летом 1940 года, часть бронетехники республиканцев (в том числе, десять танков Т-26 и несколько бронемашин AAC-1937) поступила на вооружение отдельных подразделений вермахта.